# Kanton Saintonge Estuaire
Der Kanton Saintonge Estuaire ist ein französischer Kanton im Département Charente-Maritime und in der Region Nouvelle-Aquitaine. Er gehört zu den Arrondissements Rochefort und Saintes. Bei der landesweiten Neuordnung der französischen Kantone wurde er 2015 neu geschaffen.

## Gemeinden
Der Kanton besteht aus 23 Gemeinden mit insgesamt 21.066 Einwohnern (Stand: 1. Januar 2022) auf einer Gesamtfläche von 350,29 km²:
| Gemeinde                   | Einwohner 1. Januar 2022 | Fläche km² | Dichte Einw./km² | Code INSEE | Postleitzahl | Arrondissement |
| -------------------------- | ------------------------ | ---------- | ---------------- | ---------- | ------------ | -------------- |
| Arces                      | 715                      | 21,74      | 33               | 17015      | 17120        | Saintes        |
| Barzan                     | 470                      | 8,07       | 58               | 17034      | 17120        | Saintes        |
| Boutenac-Touvent           | 230                      | 3,11       | 74               | 17060      | 17120        | Saintes        |
| Brie-sous-Mortagne         | 238                      | 7,22       | 33               | 17068      | 17120        | Saintes        |
| Chenac-Saint-Seurin-d’Uzet | 595                      | 20,23      | 29               | 17098      | 17120        | Saintes        |
| Cozes                      | 2.223                    | 16,56      | 134              | 17131      | 17120        | Saintes        |
| Cravans                    | 859                      | 14,72      | 58               | 17133      | 17260        | Saintes        |
| Épargnes                   | 925                      | 23,40      | 40               | 17152      | 17120        | Saintes        |
| Floirac                    | 427                      | 16,02      | 27               | 17160      | 17120, 17240 | Saintes        |
| Gémozac                    | 3.033                    | 31,93      | 95               | 17172      | 17260        | Saintes        |
| Grézac                     | 951                      | 20,06      | 47               | 17183      | 17120        | Saintes        |
| Jazennes                   | 548                      | 10,84      | 51               | 17196      | 17260        | Saintes        |
| Meschers-sur-Gironde       | 3.165                    | 15,98      | 198              | 17230      | 17132        | Rochefort      |
| Meursac                    | 1.544                    | 26,17      | 59               | 17232      | 17120        | Saintes        |
| Montpellier-de-Médillan    | 686                      | 14,85      | 46               | 17244      | 17260        | Saintes        |
| Mortagne-sur-Gironde       | 911                      | 18,87      | 48               | 17248      | 17120        | Saintes        |
| Saint-André-de-Lidon       | 1.220                    | 23,83      | 51               | 17310      | 17260        | Saintes        |
| Saint-Simon-de-Pellouaille | 684                      | 8,95       | 76               | 17404      | 17260        | Saintes        |
| Talmont-sur-Gironde        | 83                       | 4,44       | 19               | 17437      | 17120        | Saintes        |
| Tanzac                     | 296                      | 11,23      | 26               | 17438      | 17260        | Saintes        |
| Thaims                     | 387                      | 8,74       | 44               | 17442      | 17120        | Saintes        |
| Villars-en-Pons            | 578                      | 13,32      | 43               | 17469      | 17260        | Saintes        |
| Virollet                   | 298                      | 10,01      | 30               | 17479      | 17260        | Saintes        |
| Kanton Saintonge Estuaire  | 21.066                   | 350,29     | 60               | 1721       | –            | –              |

## Änderungen im Gemeindebestand
2018: Fusion  Floirac und Saint-Romain-sur-Gironde → Floirac

## Politik
| Vertreter im Departementrat | Vertreter im Departementrat        | Vertreter im Departementrat |
| Amtszeit                    | Namen                              | Partei                      |
| --------------------------- | ---------------------------------- | --------------------------- |
| 2015–                       | Françoise De Roffignac Loïc Girard | UMP                         |